# Шутов, Александр Павлович
Александр Павлович Шутов (13 июля 1925 — 27 марта 2008) — советский скульптор, заслуженный художник Башкирской АССР (1975).

## Биография
Александр Павлович Шутов родился 13 июля 1925 года в селе Андреевка Илишевского района БАССР. Образование среднее, общее.
Участник Великой Отечественной войны. В 1946—1950 годах учился в мастерской скульптора В. М. Цветкова в г. Сталинград.
До 1960 году жил в Салавате БАССР. С 1960 году жил и работал в Уфе.
Член Союза художников с 1968 г. Скульптор. Заслуженный художник БАССР, 1975. Скончался 27 марта 2008 года в Уфе.
Работы хранятся в коллекции Башкирском государственном художественном музее им. М. В. Нестерова, Архангельского музея изобразительных искусств, Чувашского художественного музея, а также в частных собраниях.
Статьи о жизни и творчестве художника имеются в 7-м томе Башкирской энциклопедии, на сайте Союза художников РБ, в справочнике «Художники Советской Башкирии», справочнике «Художники России 20-го века».

## Основные работы
Колхозница, гипс. тон., 1957. Башкирская невеста, искусственный камень, 1969. Рельеф «Агидель», чеканка, 1966. Проводы, искусственный камень, 1969. Пробуждение, искусственный камень, 1969. Портрет нефтяника, медь, сварка, 1973. Возвращение, гипс тон., 1974. Рельеф «Портрет В. И. Ленина», алюминий тон., чеканка, 1975. Нефтяник, гипс тон., 1972. Бурильщик, керамика, гипс тон., 1973. Иван Якутов, гипс, 1967—1969. Дочь хлебороба, гипс тон., 1957. Лето, керамика, 1974. Памяти погибших воинов, гипс тон., 1975.

## Выставки
- Республиканские, Уфа, с 1956 г. на всех, кроме молодёжных.
- Зональные выставки «Урал социалистический»: Пермь, 1967; Челябинск, 1969; Уфа, 1974.
- Декадная выставка произведений художников БАССР, Москва, Ленинград, 1969.
- Выставка произведений художников БАССР, посвященная 100-летию со дня рождения В. И. Ленина, Ульяновск, 1970.
- Выставка произведений художников 3-х зон, Москва, 1971.
- Выставка произведений художников автономных республик РСФСР, Москва, 1971.
- Всероссийская художественная выставка, Москва, 1957.
- Выставка работ советских художников, дипломированных Академией художеств СССР, Москва, Берлин, Дрезден, 1972.
- Выставка произведений художников БАССР в ГДР, г. Галле, 1975.

## Награды
- Обладатель Серебряной медали АХ СССР (1971).
- Почетное звание «Заслуженный художник Башкирской АССР» (1975)